# Parasitylenchus hylastis
Parasitylenchus hylastis är en rundmaskart som först beskrevs av Wülker 1923.  Parasitylenchus hylastis ingår i släktet Parasitylenchus och familjen Neotylenchidae. Inga underarter finns listade i Catalogue of Life.